# Taintroué
Le Taintroué est une rivière française de la région Grand Est (anciennement  Lorraine) qui coule dans le département des Vosges. C'est un affluent de la Meurthe, donc un sous-affluent du Rhin par la Meurthe puis par la Moselle. 

## Hydronymie
De l'oil, l'adjectif teint « qui a changé de couleur, coloré » et ru « ruisseau », Taintroué est un définitif, teint-ru-el le « petit teint-ru »
Il est appelé localement sur sa partie amont Ruisseau de la Bource jusqu'à sa confluence avec le  Ruisseau du Véreux à Taintrux. 

## Géographie
Le Taintroué naît à 485 m d'altitude, à Vanémont, sur le territoire de la commune de Saint-Léonard. Il est appelé localement sur sa partie amont Ruisseau de la Bource jusqu'à sa confluence avec le  Ruisseau du Véreux à Taintrux. 
De 14,5 km de longueur, il traverse Taintrux puis conflue avec la Meurthe en rive gauche à Saint-Dié-des-Vosges, à 328 m d'altitude.

### Communes et cantons traversés
Dans le seul département des Vosges, le Taintroué traverse de l'amont vers l'aval les trois communes suivantes : Saint-Léonard (source), Taintrux et Saint-Dié-des-Vosges (confluence).
Soit en termes de cantons, le Taintroué prend source et conflue dans le même canton de Saint-Dié-des-Vosges-2, traverse le canton de Saint-Dié-des-Vosges-1, le tout dans l'arrondissement de Saint-Dié-des-Vosges.

### Bassin versant
Le Taintroué traverse une seule zone hydrographique « le Taintroué » (A606) de 42 km2 de superficie totale. Ce bassin versant est constitué à 80,51 % de « forêts et milieux semi-naturels », à 17,48 % de « territoires agricoles », à 1,50 % de « territoires artificialisés », à 0,24 % de « surfaces en eau ». 

## Affluent
Le Taintroué a un seul affluent référencé (en gras):
- Ruisseau du Paire (rg) sur la seule commune de Taintrux
- Ruisseau du Véreux (rd) sur la seule commune de Taintrux
- Ruisseau de Neurain (rg) 1,9 km sur la seule commune de Taintrux.
- Ruisseau de Rougiville (rg) sur la seule commune de Taintrux
- Ruisseau de la Cense de Grandrupt (rd) 3,3 km sur les communes de Taintrux et de Saint-Dié-des-Vosges
- Ruisseau de la Madeleine  (rg) sur la seule commune de Saint-Dié-des-Vosges

### Rang de Strahler
Donc son rang de Strahler est de deux.

## Hydrologie

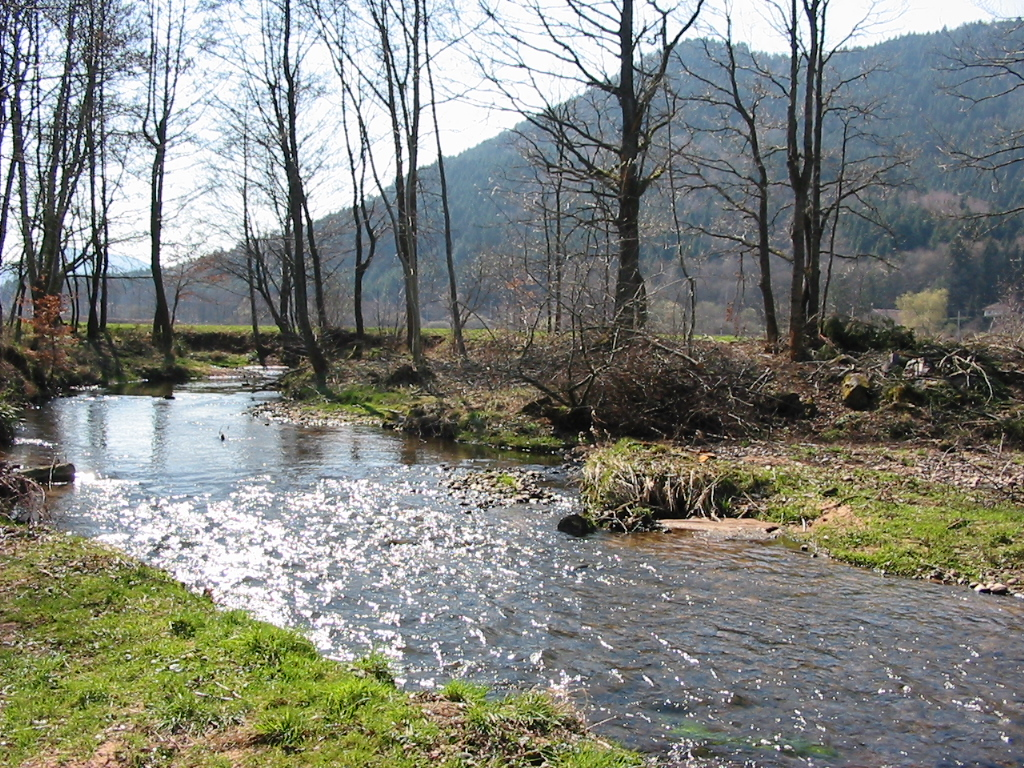
Peu avant la confluence

Le Taintroué reçoit en rive gauche les eaux du Neurain qui traverse le hameau de Chevry.
D'autres ruisseaux moins importants l'alimentent, issus du massif de la Madeleine ou du Kemberg.